# 가타리나 라부레
성녀 가타리나 라부레(라틴어: Sancta Catharina Laboure, 1806년 5월 2일 - 1876년 12월 31일)는 프랑스 가톨릭교회의 성 빈첸시오 아 바오로의 사랑의 딸회 소속 수녀이며, 성모 마리아의 발현을 목격하고 그녀의 요청에 따라 기적의 메달을 만들어 모든 가톨릭 신자들에게 보급시킨 사람으로 유명하다. 축일은11월 28일이다.

## 젊은 시절
가타리나 라부레는 1806년 5월 2일 프랑스 부르고뉴 주에 있는 팽레무티에르라는 작은 마을에서 태어났다. 가타리나의 부모는 피에르 라부레와 루이즈 공타르라는 사람들로 농촌 출신이며 충실하고 인품이 있는 사람들이었다. 가타리나가 태어났을 때 그들에게는 이미 아이들이 여덟 명이 있었는데, 후에 동생 둘이 더 태어났다. 가정은 언제나 화목하였으며 밤마다 온 가족이 모여 함께 하느님에게 기도하였고 아이들은 글을 배우기도 전에 벌써 기도문을 달달 외웠다. 가타리나의 어머니 루이즈 라부레는 힘든 일과 연이은 출산으로 지치고 허약해져 마흔두 살에 사망하였다. 그때가 가타리나의 나이 9세 때였다. 어린 나이에 어머니를 여읜 가타리나는 “이제부터 성모님을 저의 어머니로 선택하겠어요.”라면서 성모상에 입맞춤하였다.
어머니가 사망한 후, 가타리나와 여동생 토닌느는 2년 동안 생레미에 사는 이모댁에 머물다가 다시 귀가하였다. 가타리나가 집을 떠나 있는 동안, 장녀 마리 루이즈는 랑그르에 있는 사랑의 딸회를 알게 되었고, 수도 성소를 받게 되었다. 마리 루이즈가 수녀가 되기 위해 집을 떠나자 마리 루이즈가 언니의 자리를 대신해서 집안 살림을 책임지게 되었다. 1818년 가타리나는 마을 본당에서 첫 영성체를 하였다. 가타리나는 어렸을 때부터 할 일이 많았음에도 불구하고, 몇 가지 엄격한 보속을 지켰다. 힘든 일을 하면서도 금요일과 토요일에는 꼭 금식을 했다. 그리고 바쁘지 않을 때면 언제나 성당에 찾아가서 무릎을 꿇고 기도하곤 했다.

## 수녀

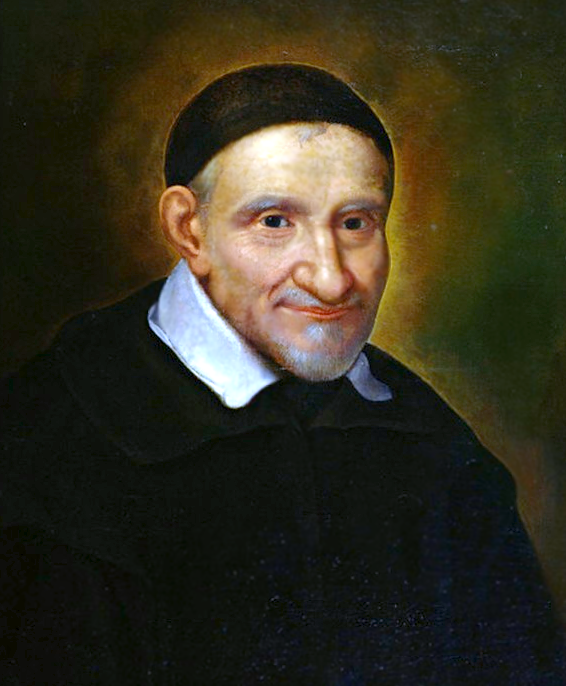
성 빈첸시오 아 바오로

19세가 다 되어 가던 무렵에 가타리나는 이상한 꿈을 꾸었다. 꿈에서 마을 성당에서 기도하고 있는데, 어떤 노인 신부가 제의를 입고 미사를 집전하고 있었다. 미사가 끝나자 그 신부는 돌아서더니 가타리나에게 다가왔다. 가타리나는 놀라서 달아났다. 그러나 꿈은 또렷하게 계속되었는데, 이번에는 옆에 아픈 환자가 있었다. 그리고 그 노인 신부도 거기 있었는데, 그는 가타리나에게 이렇게 말했다. “내 딸아, 환자를 돌보아 주는 일은 좋은 일이란다. 넌 지금은 나한테서 달아났지만 언젠가 나한테 오는 걸 기뻐하게 될 것이다. 하느님께서 너를 위한 계획을 갖고 계신다. 그걸 잊지 마라.”
1828년, 22세가 된 가타리나는 파리에 있는 오빠가 운영하는 식당으로 가서 열심히 일을 도와주었다. 이 식당 영업은 1년 내내 계속되었기에, 가타리나는 매우 힘들어했다. 올케 위베르 라부레는 샤티용 쉬르 센느에 있는 부르고뉴의 귀족 자제들이 다니는 기숙사 학교 교장이었다. 가타리나는 잠시 샤티용에 있는 기숙사 학교에 들어갔지만, 소박하고 단순했던 가타리나에게 있어 그곳의 귀족적 분위기는 오히려 불편하고 거부감을 주었다. 어느 날, 가타리나는 우연히 그 마을에 사랑의 딸회 수녀원이 있다는 소식을 듣고 그 수녀원을 한 번 찾아가 보았다. 수녀원 응접실에 들어선 그녀는 문득 벽에 걸려 있는 한 노인 신부의 초상화를 발견하였는데, 꿈에서 본 그 노인 신부랑 똑같은 모습이었다. 가타리나가 안내하던 수녀에게 저 사제가 누구냐고 묻자 수녀는 사랑의 딸회 창립자인 성 빈첸시오 아 바오로라고 말해주었다. 꿈에서 그 신부가 “너는 나한테 오게 될 것이다.”라고 말했는데, 가타리나는 정말 오게 되었다. 가타리나는 이것이 자신에 대한 하느님의 부름이라고 생각하게 되었으며, 수녀가 되기로 결심하였다. 그리하여 1830년 초에 가타리나는 샤티용 쉬르 센트에 있는 사랑의 딸회 수녀원에 입회하여 수녀가 되었다.

## 성모 발현
1830년 7월 18일 11시 30분경에, 잠자리에 든 가타리나는 자신의 이름을 부르는 소리를 들었다. 목소리를 듣고 가타리나가 방문을 열고 나가보니 하얀 옷을 입은 네댓 살 난 소년이 다가와 “수녀님! 수녀님! 성당으로 오세요! 성모님께서 기다리고 계세요!”라고 말하였다. 가타리나는 아이를 따라 성당 문 앞에 이르자 문이 흔들리면서 저절로 열렸다. 그리고 꺼져있던 촛대에서 촛불이 환하게 밝혀졌다. 소년은 가타리나를 감실까지 데리고 갔고 거기서 성모 마리아가 안락의자에 앉은 모습으로 가타리나 앞에 나타났다. 가타리나는 즉시 성모 마리아에게 달려가 무릎을 꿇고 그녀의 무릎 위에 자신의 손을 얹었다. 성모 마리아는 가타리나에게 “내 딸아, 좋으신 하느님께서 너에게 한 가지 사명을 맡기고 싶어하신다. 이 일 때문에 너는 많은 고통을 당할 것이다. 그러나 그 일을 하느님의 영광을 위해 하고 있다는 것을 알고 있기 때문에 너는 이 고통을 잘 이겨낼 것이다. 너는 반대에 부딪치게 되겠지만 은총을 받게 될 테니 두려워하지 마라. 그 일들에 대해 말하면 기도 중에 영감을 받게 될 것이다. 이 시기는 사악하다. 불행이 프랑스를 덮칠 것이다. 왕좌가 타도될 것이며 전 세계가 온갖 악의 지배를 받게 될 것이다.” 그리고 성모 마리아는 빛이 사라지듯 사라져 버렸다.

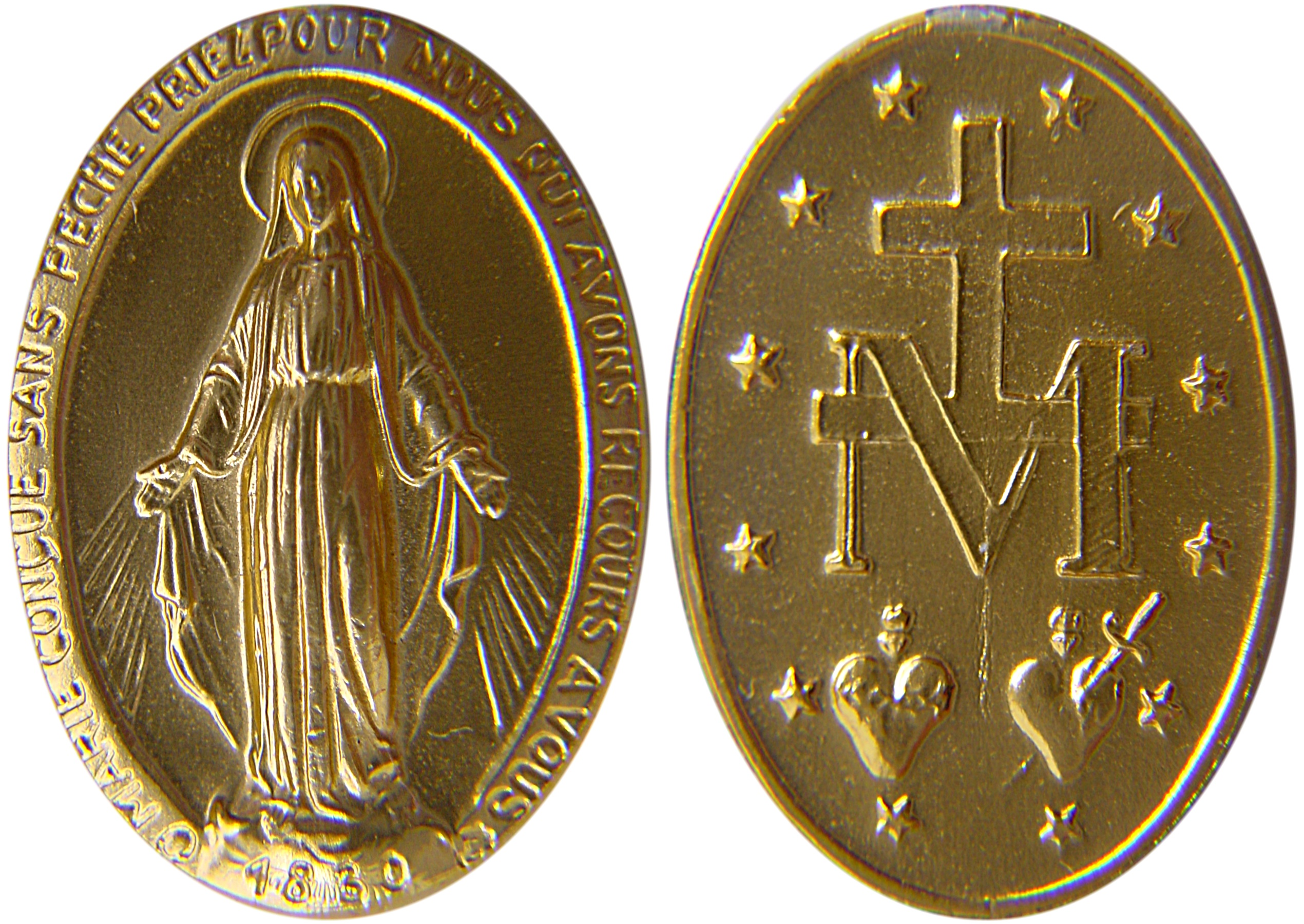
기적의 메달

1830년 11월 27일, 가타리나는 성모 마리아의 발현을 두 번째로 목격하게 되었다. 성모 마리아는 하얀 비단옷을 입고 있었는데, 발 밑에 둥근 지구 모양을 딛고 서 있었다. 그리고 가슴 높이 들어 올린 두 손으로는 십자가가 꼭대기에 달린 금빛 지구본을 들고 있었다. 그리고 곧 어떤 타원형의 틀 같은 것이 성모 마리아 주위에 생기더니 그 위에 금색 글자로 “오, 원죄 없이 잉태되신 마리아님! 당신께 의탁하는 저희를 위하여 빌어 주소서.”라는 문장이 나타났다. 그런데 갑자기 영상이 바뀌더니 십자가가 위에 놓인 M이라는 글자가 나타났고, 그 아래 두 개의 심장이 있었는데 하나는 가시관으로 둘러싸인 예수 성심이었고 다른 하나는 칼에 꿰찔려 있는 성모 성심이었다. 그리고 성모 마리아는 가타리나에게 “이 모양으로 메달을 만들어라. 이 메달을 거는 사람들은 큰 은총을 받게 될 것이다. 신뢰심을 지닌 사람들에게는 한없는 은총이 내릴 것이다.”

## 죽음
가타리나 라부레는 남은 생을 평범한 간호 수녀로서 보냈다. 그녀는 병자들과 동료 수녀들에게 늘 사랑과 존경을 한몸에 받았다. 가타리나 라부레는 자신이 체험한 환시를 고해신부 외에는 결코 어느 누구에게도 발설하지 않았다. 그래서 심지어 1876년 12월 31일 가타리나 라부레가 선종한 당일에도 그녀가 바로 기적의 메달에 대한 신심을 세상에 알린 사람이라는 사실을 어느 누구도 알지 못하였다. 1895년 가타리나 라부레에 대한 시성 청원이 로마에 접수되었다. 1933년 시성 조사를 위해 가타리나 라부레의 유해는 다시 밖으로 꺼내졌는데, 전혀 부패하지 않은 상태로 기적적으로 보존되어 있는 것이 확인되었다. 그리하여 프랑스 파리에 있는 기적의 메달 경당의 부속 제대에 있는 유리관 안에 안치되어 오늘날까지 이르고 있다. 가타리나 라부레는 1933년 5월 28일 시복되었으며, 1947년 7월 27일 교황 비오 12세에 의해 성녀로 시성되었다.